# Ding (Sprache)
Ding (auch Di, Din und Dzing) ist eine Bantusprache und wird von circa 155.000 Menschen in der Demokratischen Republik Kongo gesprochen. Sie ist in der Provinz Bandundu im Territoire Idiofa entlang des Flusses Kasai verbreitet.
Ding wird in der lateinischen Schrift geschrieben.

## Klassifikation
Ding bildet mit den Sprachen Boma, Mfinu, Mpuono, Tiene und Yansi die Yanzi-Gruppe. Nach der Einteilung von Malcolm Guthrie gehört Ding zur Guthrie-Zone B80. Sie ist mit der Sprache Yansi verwandt.